# Tigem
L'Istituto Telethon di Genetica e Medicina, o Tigem, è un ente di ricerca genetica sito a Pozzuoli, all'interno dell'ex Comprensorio Olivetti.

## Storia
Il TIGEM è un istituto di ricerca impegnato nell'ambito delle malattie genetiche rare diretto dal Professor Alberto Auricchio. È stato creato nel 1994  a Milano dalla Fondazione Telethon per volontà di Susanna Agnelli per promuovere l'avanzamento della ricerca finalizzata alla diagnosi, prevenzione e cura delle malattie genetiche umane rare. Nel 2000 il TIGEM si è trasferito a Napoli in una palazzina dello storico CNR a Via Pietro Castellino, stabilendo diverse collaborazioni con i ricercatori del CNR e delle università locali.  Da quel momento in poi il TIGEM ha avuto modo di allargare i propri ambiti di ricerca introducendo la terapia genica e la biologia dei sistemi. Nel 2008 in collaborazione con l'Università Federico II di Napoli viene realizzato il primo studio clinico sull'Amaurosi congenita di Leber. A luglio del 2014 il TIGEM si è trasferito a Pozzuoli all'interno dell'ex Comprensorio Adriano Olivetti. 
La rilevanza della ricerca del TIGEM è testimoniata dai numerosi fondi che riceve dall'Unione Europea e da varie istituzioni internazionali tra cui il National Institutes of Health, la Fondazione europea di biologia molecolare (EMBO) e il Wellcome Trust e l’ERC (European Research Council). Inoltre il TIGEM ha stipulato una collaborazione internazionale con diverse case farmaceutiche per studi come la ricerca per sviluppare approcci di terapia genica o farmacologica su malattie neurodegenerative e da accumulo lisosomiale.
Fino a novembre 2016 i geni associati a malattie, identificati dal TIGEM, sono arrivati a 26.

### Emerografia
- Sole 24 ore, 11 luglio 2008, Il Tigem di Napoli apre una nuova frontiera.
- ”Corriere del Mezzogiorno”, 25 giugno 2009, Tigem, ecco lo «spazzino» contro i veleni che provocano Alzheimer e Parkinson.
- ”Il Mattino”, 11 maggio 1999, Napoli capitale della ricerca genetica.

### Videografia
- L'eccellenza della ricerca è di casa a Napoli, su YouTube.
- TG Luna Tv, su YouTube.